# Demeter Bitenc
Demeter Bitenc (ur. 21 lipca 1922 w Lublanie, zm. 22 kwietnia 2018 tamże) – jugosłowiański i słoweński aktor teatralny, telewizyjny i filmowy. Wystąpił w 75 filmach, począwszy od 1953 roku.

## Filmografia (wybór)
- 1953: Błękitna mewa
- 1960: Wyspa Amazonek
- 1961: Taniec w deszczu jako profesor
- 1963: Winnetou: Złoto Apaczów jako Dick Stone
- 1966: Siódmy kontynent jako ojciec białego chłopca
- 1969: Bitwa nad Neretwą jako Schröder
- 1969: Przeprawa
- 1973: Piąta ofensywa jako członek brytyjskiej misji wojskowej
- 1974: Niedokończone zdanie
- 1978: Ciężarówka jako Berg
- 1980: Prestop jako sekretarz
- 1982: Zapach pigwy jako adjutant
- 1988: Wielka ucieczka 2: Nieopowiedziana historia jako Non-Com Wermacht - Munich
- 1990: Noc Lisa jako pułkownik Halder
- 1990: Kapitan Ameryka jako przemysłowiec
- 1991: Ten papież musi umrzeć jako Raggio
- 1997: Outsider jako dyrektor
- 2004: Długa ciemna noc
- 2013: Echa czasu